# El testament d'Amèlia
El testament d'Amèlia és una balada tradicional catalana.
Ens relata la història d'una noia que és enverinada per la seva mare per interessos amorosos, ja que aquesta en festejava d'amagat l'estimat de la filla. Tot i que és una cançó tradicional catalana ha tingut ressò en altres països d'Europa, com França. Per aquest motiu n'existeixen altres versions.
És universalment coneguda com la primera part de les Cançons Populars Catalanes de Miquel Llobet. L'arranjament en re menor de Llobet s'ha convertit en la versió clàssica acceptada per a aquesta peça. Ha estat enregistrada per Llobet i una munió de guitarristes de renom.

## Anàlisi
- Autors: Cançó popular catalana
- Mètrica: ternària composta
- Compàs: 9/8 (u/t negra amb punt, u/c rodona amb corxera
- Començament: acèfal
- Final: masculí
- Tonalitat: la menor

- Estructura: AA' (4 compassos)